# Ritratti di Benvenuto Cellini
Esistono diversi ritratti dell'orafo e scultore italiano Benvenuto Cellini (1500-1570). In questa lista vengono inclusi autoritratti e suoi ritratti da parte di altri artisti. L'aspetto fisico di Benvenuto Cellini è determinato in conformità ad alcuni ritratti della sua vita. Tuttavia, a causa di alcuni ritratti noti del XVII - XX secolo, in cui gli artisti hanno colto i tratti del viso di Cellini dalla loro immaginazione, nonché a causa di errate attribuzioni postume, esistono motivi di confusione su questo argomento.

## Ritratto di Benvenuto Cellini sull'affresco di Vasari
Il ritratto di Cellini è situato tra le immagini di altri artisti di corte del duca fiorentino Cosimo I de Medici su un affresco a forma rotonda (tondo) realizzato da Giorgio Vasari per Palazzo Vecchio nel 1563. Proprio sotto l'immagine del già anziano Cellini si trova una didascalia che recita "Benvenuto SCVL".
Tutte le personalità mostrate sul tondo furono riconoscibili al tempo di Vasari.
Ci sono 11 individui ritratti sul tondo. Giorgio Vasari ne ha menzionate nove nei suoi commenti e iscrizioni scritte sulla destra dell'affresco: Tribolo, Giovanni Battista del Tasso, Nanni Unghero, Giorgio Vasari, Baccio Bandinelli, Bartolomeo Ammannati, Benvenuto Cellini e Francesco di Ser Jacopo. Giorgio Vasari omise di menzionare solo uno dei suoi colleghi: Luca Martini.

### Ritratto di Bartolomeo Ammannati erroneamente attribuito come ritratto di Benvenuto Cellini

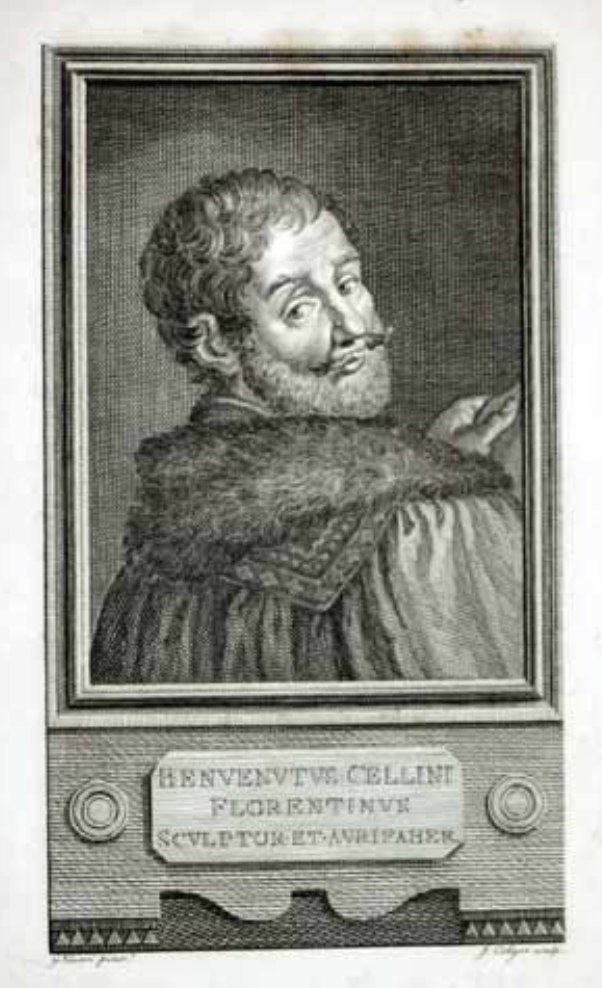
Joseph Collyer, Un ritratto di Benvenuto Cellini, incisione, 26,5 cm per 14 cm (1771). Biblioteca Nazionale, Vienna: numero inventario 8191345.

Nel 1891, l'editore francese Eugène Plon rimproverò l'attribuzione di personalità sull'affresco, che dal XVI secolo fino ad allora era stato considerato autentico. Sebbene la maggior parte delle personalità, incluso lo stesso Cellini, compaiano nell'affresco sottoscritto da Vasari con i loro veri nomi, Plon mette tuttavia in dubbio l'accuratezza della didascalia. Come risultato dei suoi studi, Plon affermò nel suo libro che "il vero" Cellini nell'affresco è l'uomo che in seguito sarebbe stato identificato come Bartolomeo Ammannati. Studi contemporanei realizzati nel 1971 hanno attribuito nuovamente le personalità mostrate nel tondo.

### Ritratto di Giorgio Vasari erroneamente attribuito come ritratto di Benvenuto Cellini
Alla fine del XVIII secolo, una terza attribuzione del volto di Cellini fu eseguita sull'affresco conservato nel Palazzo Vecchio. Questa versione appartiene all'artista e incisore britannico Joseph Collyer (1748 -1827). Nel 1829 Francesco Tassi dichiarò che Collyer è stato incaricato di realizzare l'incisione del "ritratto Benvenuto Cellini" dall'editore britannico Nugent. Cercando il volto corretto di Benvenuto, l'artista inglese fece affidamento sull'immagine di Cellini nel tondo di Vasari. Ma Collyer semplicemente non riuscì a identificare correttamente lo scultore tra le altre personalità sull'affresco. Pensò erroneamente che Cellini fosse l'uomo posto in fondo al tondo. Il Benvenuto di Collyer era l'uomo che parlò con Francesco di Ser Jacopo il quale guardava oltre le sue spalle verso lo spettatore. In altre parole, il maestro inglese creò "Un ritratto di Benvenuto Cellini" nel 1771, come ritratto dell'autore del dipinto Giorgio Vasari, e non in realtà di Benvenuto Cellini.

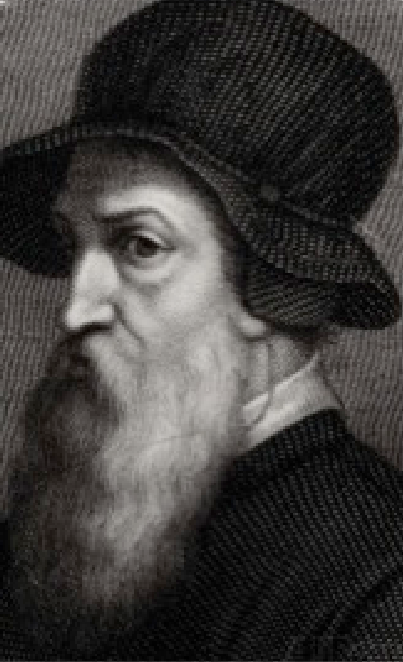
Raffaello Morghen (1758–1883), Un ritratto di Benvenuto Cellini. Incisione (1822).

### Ritratto di Benvenuto Cellini di Raffaello Morghen
Due secoli e mezzo dopo che il tondo del Vasari fu dipinto, l'artista italiano Raffaello Sanzio Morghen (1758 -1833) utilizzò il ritratto nell'affresco a Palazzo Vecchio come esempio per il suo inciso "Ritratto di Benvenuto Cellini". Il quadro di Morghen fu ampiamente propagato dagli editori dell'epoca. In questi giorni l'opera di Raffaello Sanzio Morghen e dei suoi derivati rimane l'immagine più conosciuta e più riprodotta di Cellini.

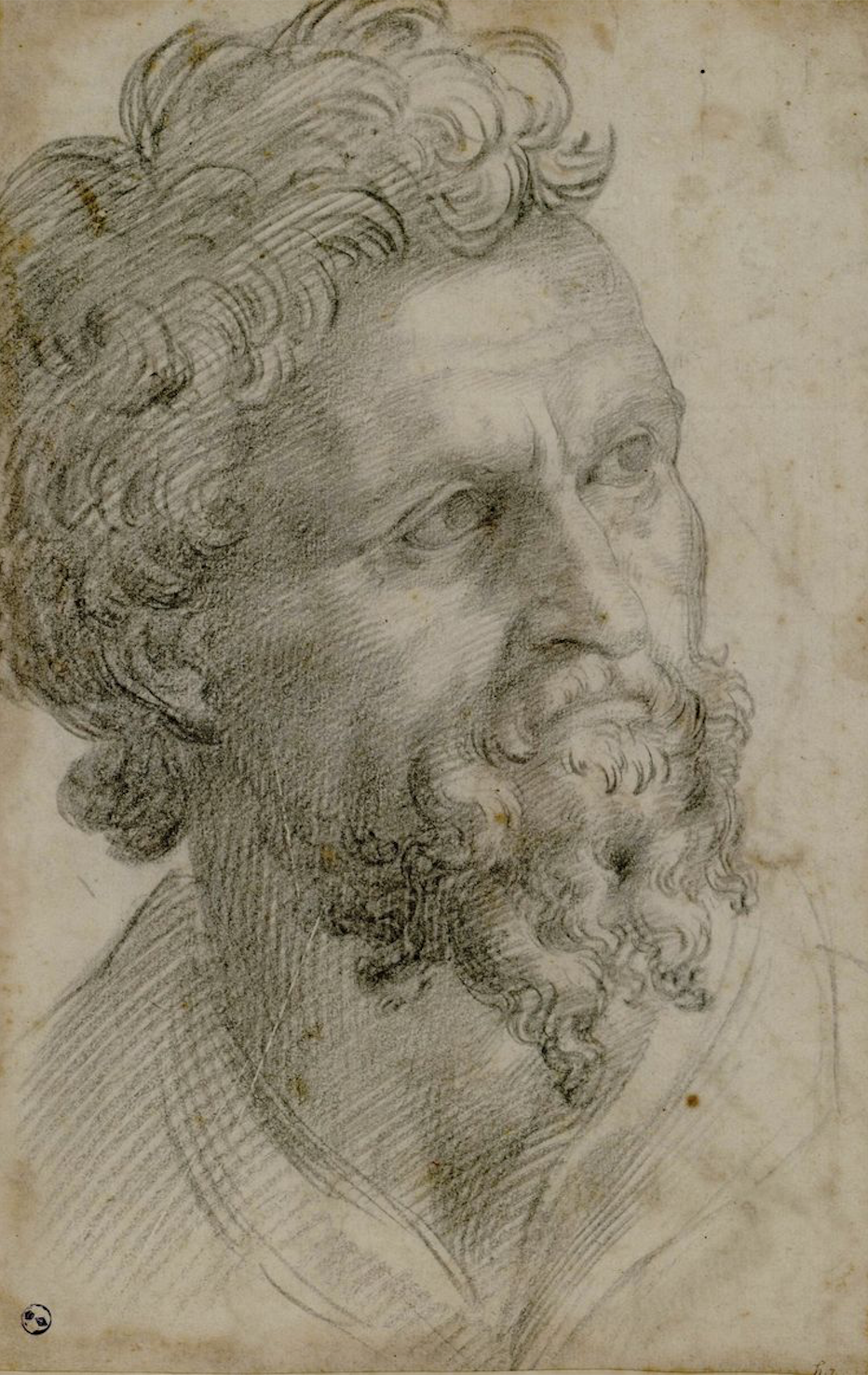
Benvenuto Cellini, Autoritratto. 28,3 cm per 18,5 cm. Carta, grafite (1540–1543?), Biblioteca Reale, Torino.

## Autoritratti di Benvenuto Cellini

### Autoritratto di Benvenuto Cellini su busto di Cosimo I de' Medici

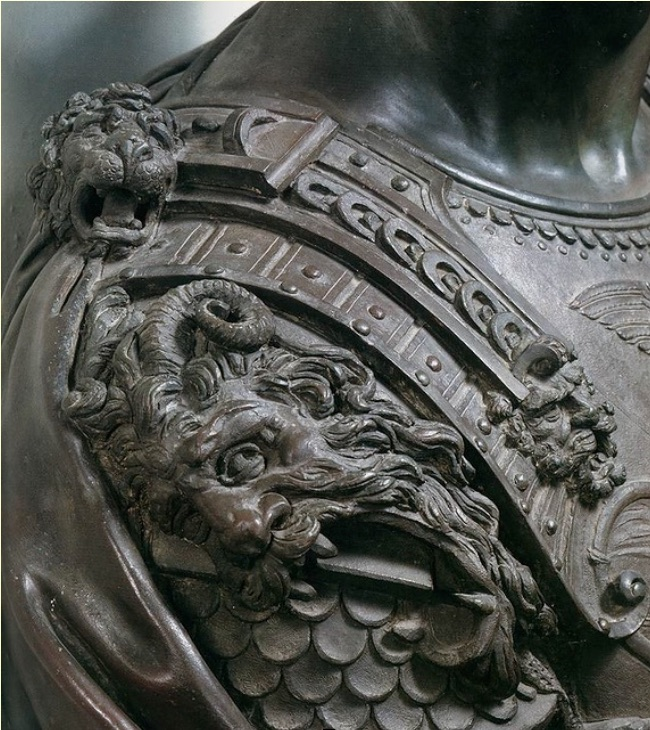
Benvenuto Cellini, Busto di Cosimo I. Bronzo (1545). Museo del Bargello, Firenze. Dettaglio: Ritratto di Cellini.

Al suo ritorno dalla Francia alla sua città natale, Firenze, nel 1545, Benvenuto realizzò un busto in bronzo di Cosimo I Medici, il Granduca di Toscana. La testa decorativa situata sulla spalla destra di questo busto è un autoritratto di Cellini, composto da linee di satiro, leone e uomo. Sebbene la testa sulla spalla possieda elementi animaleschi, il rilievo è antropomorfico.
Cellini prese il leone e Satiro come prototipi. Il leone, come parte dell'immagine grottesca sul busto, è un'allusione allo stesso Cellini. Le caratteristiche animalistiche del Satiro, in combinazione con il volto umano, acquisiscono un accenno ancora più esplicito alla personalità di Cellini rispetto al valore semiotico dell'immagine del leone. Presentandosi sotto le spoglie di un Satiro, Benvenuto allude al proprio soprannome di "Diablo". Nella mente della società rinascimentale, un satiro era sinonimo del demone, se non del diavolo stesso.
Il dottor Pope-Hennessy suppone che le corna sull'armatura del Duca siano un indizio del segno zodiacale del Cosmo di Medici, il Capricorno.

### Autoritratto di Benvenuto Cellini su uno schizzo della Biblioteca Reale di Torino
La Biblioteca Reale di Torino ospita due schizzi di Benvenuto Cellini disegnati su entrambi i lati di un foglio di carta di 28,3 cm per 18,5 cm. Un lato del foglio porta un disegno in grafite di un uomo barbuto di circa 45 anni, identificato come l'autoritratto. Sul retro del foglio si trovano studi a penna e inchiostro di corpi maschili e una faccia di profilo. Diversi autografi nella mano di Benvenuto accompagnano il disegno; e tra le note vi è una lettura della data: "21 luglio 1559".

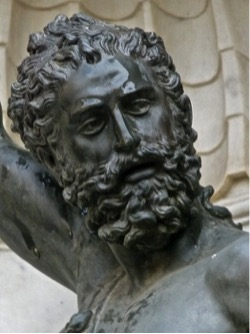
Benvenuto Cellini, ‘Giove’, bronzo, 98 cm. Base del “Perseo”.

### Autoritratto di Benvenuto Cellini sulla testa di Perseo
Esiste una tradizione secondo cui il lato posteriore della testa di Perseo è stato progettato come un autoritratto.

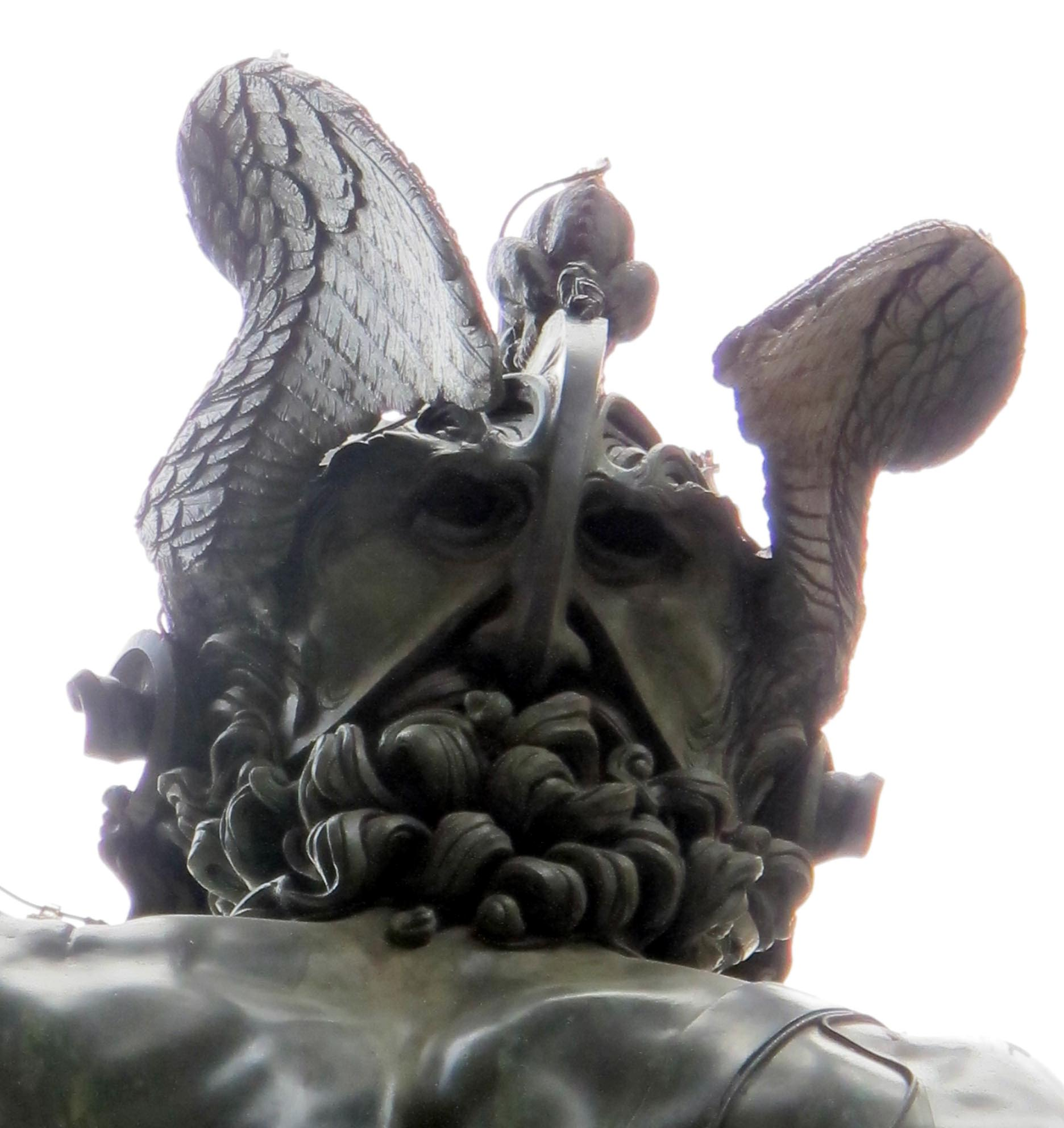
Benvenuto Cellini, Perseo. Bronzo (1543) Loggia dei Lanzi, Firenze. Dettaglio: Autoritratto sul retro della testa di Perseo.

### Dipinto Autoritratto di Benvenuto Cellini
Nel ritratto dipinto il volto di Cellini sembra più avanti negli anni rispetto allo schizzo di Torino. A giudicare dalle guance non ancora affondate, il Benvenuto sul disegno di Torino non aveva ancora perso i suoi molari. Questo dipinto è uno schizzo.
Gli schizzi a olio su carta erano un mezzo popolare tra gli artisti italiani del tardo Rinascimento e del periodo manierista. Il cappello rotondo di velluto rosso indossato da Cellini allude alla testa di San Macario il Grande, noto personaggio del famoso affresco medievale "Trionfo della morte" (Camposanto, Pisa).

### Autoritratti di Benvenuto Cellini come Giove (Perseo) e Oceano (Saliera di Francesco I)
Un'iscrizione recante la scritta "TE FILI SIQUIS LAESERIT ULTOR ERO" è incisa sul cartiglio di marmo sotto la nicchia di Giove, alla base del "Perseo" di Cellini. I tratti di Giove, anche se molto idealizzati, ricordano i tratti del viso di Nettuno (Oceano) trovati nella famosa Saliera del re Francesco I creata da Cellini. La Saliera (26 x 33,5 cm., in oro, ricoperta in parte da smalto, base: ebano) è il suo unico capolavoro di oreficeria conosciuto e sopravvissuto ai nostri giorni. Fu creata da Benvenuto subito dopo la sua prigionia, tra il 1540 e il 1543, quindi dieci anni prima di fondere il suo Giove a Firenze.
Le caratteristiche sui volti di entrambe le divinità potrebbero suggerire le caratteristiche peculiarità dell'aspetto di Benvenuto, che si trovano su altri ritratti dello scultore.

## Ritratto di Benvenuto Cellini su pietra di porfido
L'editore francese del XIX secolo Eugene Plon, oltre ad erroneamente tentare di re-attribuire personaggi dell'affresco di Vasari a Palazzo Vecchio, entrò nel campo della consapevolezza pubblica di un artefatto, oggi noto come il "ritratto di porfido di Benvenuto Cellini". Egli scrisse:
M. Eugenio Piotte ci ha molto obbligati consegnandoci un ritratto fatto su porfido, che riporta sul retro la seguente scritta in argento: «Benvenuto Cellini, nato di Giovani di Andra e di Maria Lisabetta di Stefano Granacci, il di d'Ognissanti nel 1500».

Questo manufatto è conservato oggi al Museo Nazionale del Rinascimento allo Château d'Écouen, in Francia. Questo ritratto è attualmente attribuito a Francesco Salviati.

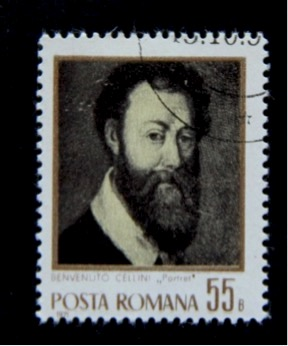
Francobollo ritraente "Benvenuto Cellini" emesso in Romania per il 400º anniversario della morte di Benvenuto Cellini.

Plon data il medaglione di 8,5 cm della prima metà del XVI secolo e ritiene che il pezzo sia la rappresentazione esatta del "ritratto di messer Benvenuto in cornice di legno di noce", che in accordo con le prove del notaio, appese su un muro nella casa dell'orafo al momento della morte di Benvenuto. Plon afferma che «diversi ritratti realizzati su pietra porfirica sono conservati nella Galleria Pitti» e che «tutti risalgono alla stessa epoca per quanto riguarda il tempo della loro creazione». Tuttavia, gli studiosi confutano questa affermazione. I dati disponibili al giorno d'oggi suggeriscono che solo due ritratti su porfido siano mai esistiti. Uno di questi mostra il cosiddetto "Benvenuto Cellini" e l'altro "Ferdinando I Medici".
Nel 1971, la Posta Statale della Romania emise un francobollo in occasione del 400º anniversario dalla morte di Cellini. Il "ritratto di porfido" è stato scelto come base per il francobollo. Anche se nel 2007, la casa d'aste parigina "Drouot" ha venduto un quadro attribuito come "Ritratto di Monsieur Strozzi" da uno sconosciuto seguace di Cornelius de Lion. Questa immagine è firmata.

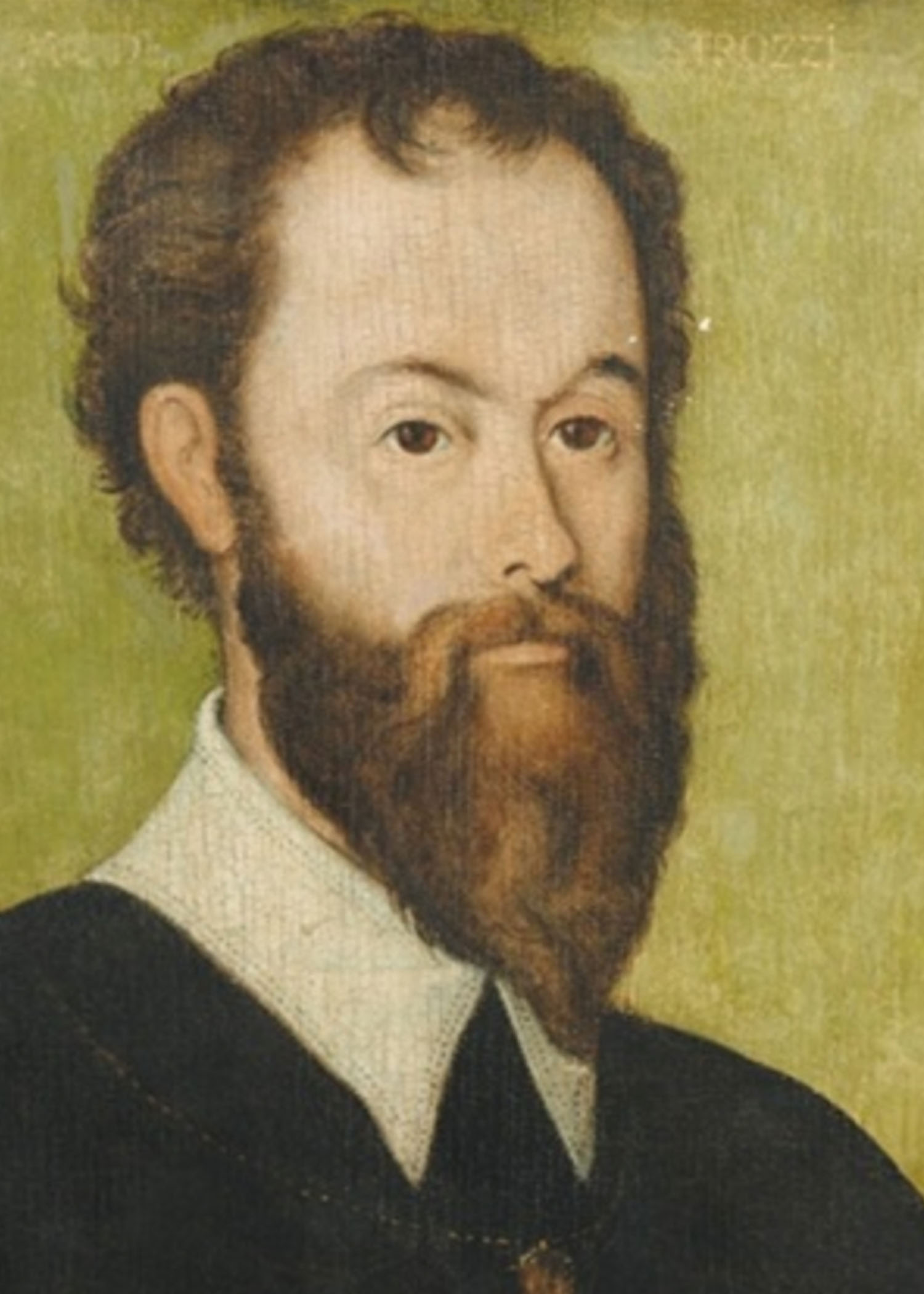
Ritratto venduto dalla casa d'asta Drouot nel 2007 identificato come ritratto di "Monsieur Strozzi" da un seguace sconosciuto di Cornelius De Lion.

L'iscrizione identifica il soggetto come "Monsieur Strozzi". "Monsieur Strozzi" e "Benvenuto Cellini" sono quindi raffigurati come se fossero la stessa persona.

### Ritratto di Benvenuto Cellini di Zocchi-Allegrini

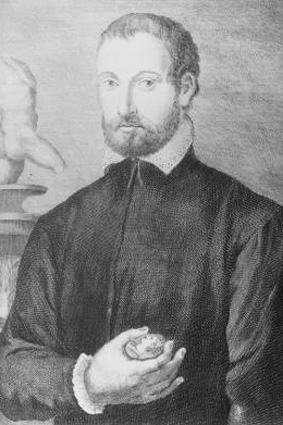
Francesco Allegrini, ‘Ritratto di Benvenuto Cellini’. Incisione. 29.5 cm х19.2 cm. da uno schizzo di Giuseppe Zocchi. Biblioteca Nazionale d'Austria, Vienna.

Una riscoperta del libro di Cellini da parte del pubblico alla fine del XVIII secolo suscitò un acuto bisogno del ritratto dell'autore, al fine di illustrare le pubblicazioni. Molti artisti e incisori riceverono ordini dagli editori di produrre le immagini di Benvenuto. Il primo esempio dei ritratti della "nuova onda" fu un'incisione fatta dal maestro italiano Francesco Allegrini nel 1762. Allegrini usò un disegno di Giuseppe Zocchi (1711-1767) come base per questo lavoro.
Non si sa quali fonti abbia utilizzato Zocchi per l'ispirazione, ma l'immagine di "Cellini" che creò si distingue molto dal ritratto di Benvenuto sull'affresco del Vasari. La stampa Allegrini/Zocchi fu acquistata da Luigi-Filippo (all'epoca Duca di Orléans, che in seguito divenne il Re di Francia), per la sua collezione. Al momento, una copia del "Ritratto di Benvenuto Cellini" di Zocchi/Allegrini è conservata presso la reggia di Versailles, al Trianon.

## Benvenuto Cellini su altri lavori

### Scultura di Jean-Jacque Feuchère
Lo scultore francese Jean-Jacques Feuchère (1807-1852) fuse la piccola scultura in bronzo "Cellini" nel 1837. Questo ritratto presenta alcune somiglianze con il personaggio del tondo Vasari.

### La Marrel Brothers Cup
Il re di Francia Luigi Filippo acquistò la Marrel Brothers Cup per consegnare quest'opera d'arte a suo figlio Louis, duca di Nemours come regalo. L'evento avvenne nel 1839 durante un'esposizione industriale a Parigi.
Gli orafi e i compagni Antoine-Benoit-Roch e Jean-Pierre-Nazaire Marrel hanno prodotto il loro capolavoro ispirandosi alla cosiddetta "Coppa d'Augusta" di Cellini, acquistata dal Museo del Louvre nel 1832. Quest'ultima coppa aveva la forma di calice d'argento con doratura. La paternità della "coppa di Augusta" fu attribuita a Benvenuto in quel periodo. I fratelli Marrel sono rimasti colpiti dagli eventi e hanno risposto con la loro stessa creazione.

### Busto di Vincenzo Gajassi

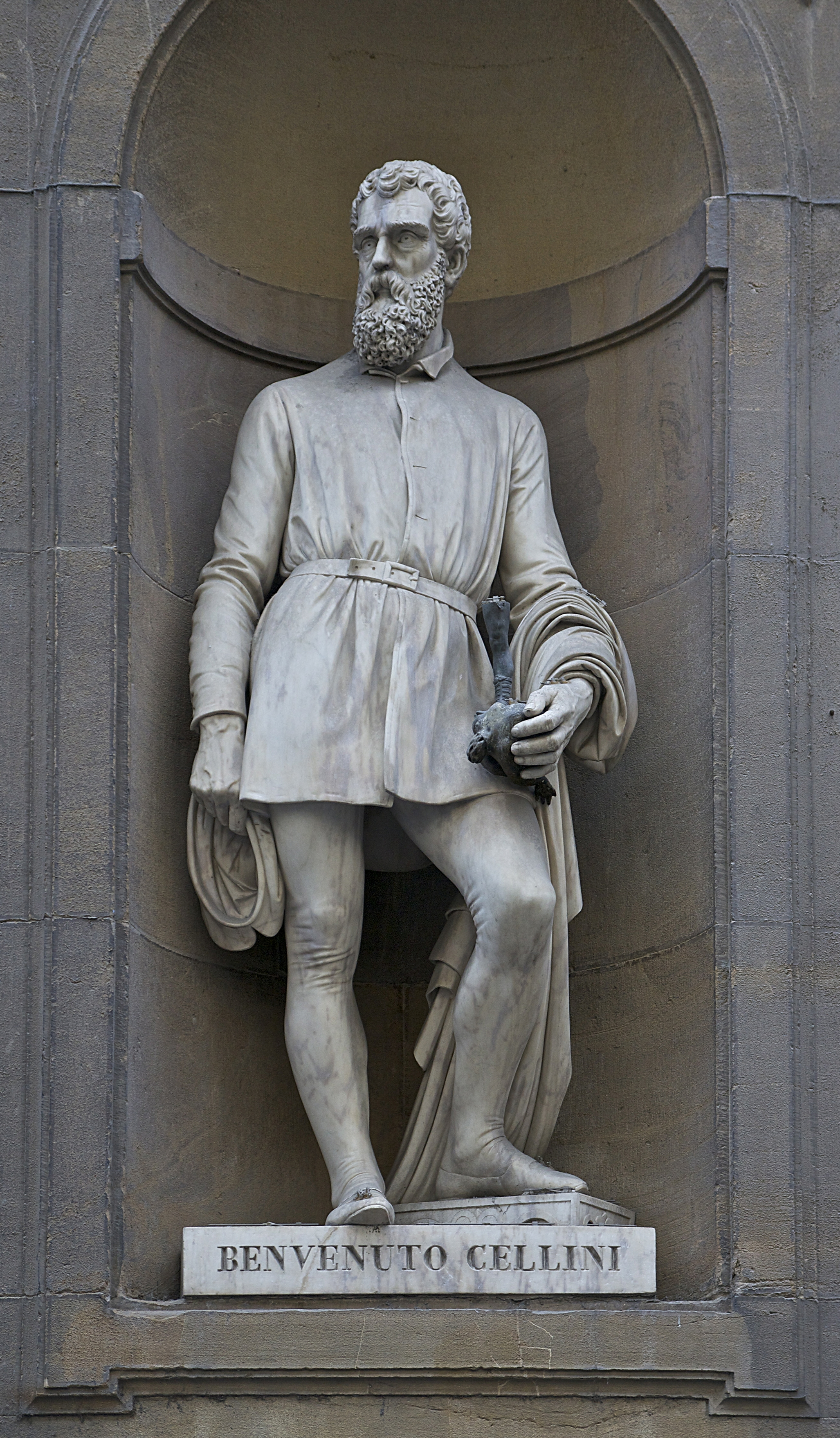
Statua di Cellini, Piazzale degli Uffizi, Cambi.

Lo scultore italiano Vincenzo di Marco Fabio Apolloni ('Gajassi') realizzò un busto in marmo di Benvenuto Cellini nel 1844. Più tardi nello stesso anno, Lady Eleonora Butler presentò il marmo in dono al Museo Capitolino di Roma. Apparentemente il maestro cercò di trasmettere i tratti trovati nell'affresco del Vasari in Palazzo Vecchio sul suo modello. La prova si trova nella caratteristica barba lunga, così come nella forma del naso, delle sopracciglia e della mezza faccia. Apolloni, Vincenzo di Marco Fabio. 

### Scultura di Ulisse Cambi
L'architetto Giorgio Vasari e il suo successore Bernardo Buontoletti lasciarono 28 nicchie di ricambio nelle pareti del colonnato del palazzo degli Uffizi. Un ritratto di Benvenuto Cellini realizzato da Ulisse Cambi (1807-1895) è stato installato in una delle nicchie. Una statua di marmo alta più di 3 metri fu svelata al pubblico il 24 giugno 1845.

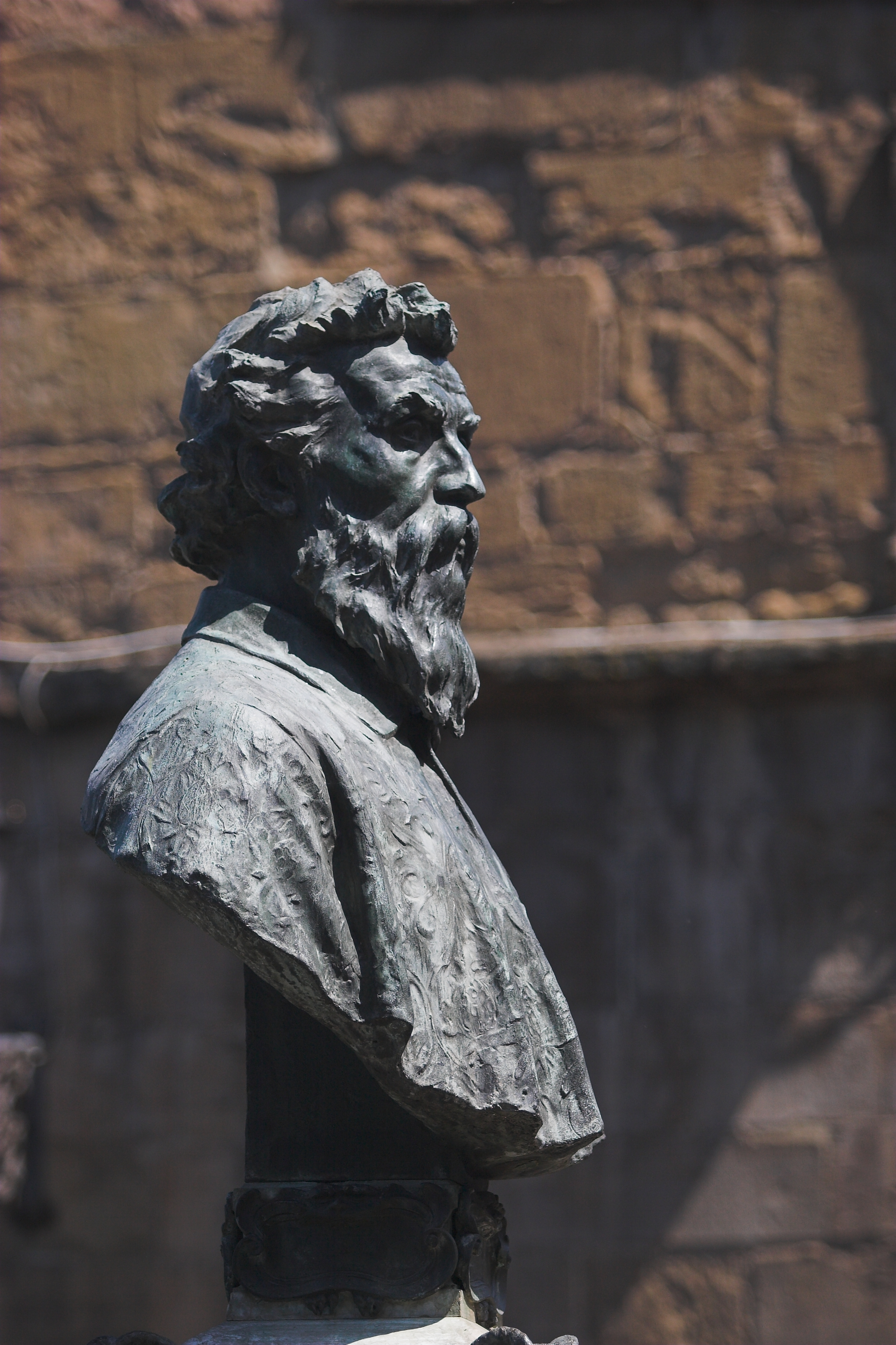
Romanelli Raffaello, Busto di Benvenuto Cellini (1900). Ponte Vecchio, Firenze.

Il ritratto è riportato interamente dalla trama dell'immaginazione di Cambi. La sua interpretazione dell'immagine e della scultura di Benvenuto nel suo complesso scatenò aspre critiche da parte del pubblico.

### Busto di Raffaello Romanelli
Il busto di Benvenuto Cellini di Raffaello Romanelli fu collocato nel mezzo del Ponte Vecchio (Ponte Vecchio) a Firenze nel 1901. Romanelli aveva dato i tratti del proprio viso al busto di Cellini su Ponto Vecchio.

## Differenze stilistiche tra autoritratti e ritratti di Cellini
Tutti gli autoritratti di Benvenuto Cellini corrispondono al suo autoritratto letterario presentandolo come personalità eroica. La natura eroica delle immagini artistiche si ottiene con l'aiuto di una tecnica scoperta da Michelangelo e conosciuta come "terribilità". Questo è creato accigliando le sopracciglia e mostrando uno sguardo fiducioso negli occhi. L'aspetto di Cellini ha numerose caratteristiche, alcune delle quali possono essere considerate come le sue caratteristiche distintive:
• zigomi larghi;
• una mandibola sottosviluppata e in qualche modo sporgente, con il labbro inferiore che morde il labbro superiore;
• un naso grande che è sottile e dritto al ponte, ma ha un ispessimento e una piccola fossetta sulla punta;
• occhi verde-grigiastri che sembrano essere vicini al ponte del naso;
• palpebre a forma di mandorla;
• sopracciglia piuttosto spesse sebbene in alcuni autoritratti Cellini abbia cercato di renderle meno espresse.
• I Cellini iniziarono a diventare calvi presto, ma il processo rallentò con l'età; nonostante ciò, Benvenuto Cellini aveva perso i capelli in testa all'età di 50 anni;
• mani sottili e forti;
• una corporatura atletica e una postura dritta, che Cellini ha preservato per tutta la vita.
I Cellini tendevano a idealizzare ed eroicizzare il suo aspetto. In alcuni casi, i "miglioramenti" delle sue caratteristiche facciali erano eccessivi.